# Sabí d'Heraclea
Sabí d'Heraclea (Sabinus) fou un bisbe d'Heraclea de Tràcia seguidor de l'heretgia de Macedoni de Tràcia i un dels primers escriptors sobre els concilis eclesiàstics.
La seva obra portà el títol Συναγωγὴ τῶν Συνοδῶν i és esmentada sovint per Sòcrates i altres historiadors eclesiàstics. Va viure vers el final del regnat de Teodosi II, que va regnar del 422 al 450.